# Офтершванг
Офтершванг (нем. Ofterschwang) — община в Германии, в Республике Бавария.
Община расположена в правительственном округе Швабия в районе Верхний Алльгой. Находится в 4 км к северу от немецко-австрийской границы.
Подчиняется управлению Хёрнергруппе. Население составляет 2078 человек (на 31 декабря 2010 года). Занимает площадь 19,54 км².
В Офтершванге регулярно проводятся этапы Кубка мира по горнолыжному спорту.

## Население
По оценке на 31 декабря 2015 года население общины Офтершванг составляет 2028 чел. 

| Дата      | 1840 | 1871 | 1900 | 1925 | 1939 | 1950 | 1961 | 1970 | 1987 | 2011 |
| --------- | ---- | ---- | ---- | ---- | ---- | ---- | ---- | ---- | ---- | ---- |
| Население | 867  | 922  | 842  | 959  | 1100 | 1482 | 1371 | 1598 | 1427 | 1926 |

| Год       | 1960 | 1970 | 1980 | 1990 | 2000 | 2009 | 2010 | 2011 | 2012 | 2013 | 2014 | 2015 |
| --------- | ---- | ---- | ---- | ---- | ---- | ---- | ---- | ---- | ---- | ---- | ---- | ---- |
| Население | 1602 | 1692 | 1765 | 1667 | 1871 | 2055 | 2078 | 1936 | 1924 | 1919 | 1967 | 2028 |